# OGLE-2007-BLG-368L b
OGLE-2007-BLG-368Lb — холодный нептун, вращающийся вокруг оранжевого карлика. Открыт университетской обсерваторией Маунт Джон методом гравитационного микролинзирования в 2009 году. Имеет массу, равную 6,94% массы Юпитера (22 массы Земли). Это 2-й холодный нептун из обнаруженных. Первым был  OGLE-2005-BLG-169Lb.